# Juan Raúl Petralifas
Juan Comneno Raúl Ducas Ángelo Petralifas (en griego: Ἱωάννης Κομνηνός Ῥαούλ Δούκας Ἄγγελος Πετραλίφας; fallecido alrededor de 1274) fue un noble y comandante militar bizantino durante el reinado del emperador Miguel VIII Paleólogo.

## Biografía
Juan Raúl Petralifas era el hijo mayor de Alejo Raúl y de una sobrina desconocida del emperador de Nicea Juan III Ducas Vatatzés. Tenía tres hermanos, de los cuales dos son conocidos por su nombre, el pinkernes Manuel e Isaac. La familia Raúl, como todas las familias de la aristocracia tradicional, sufrieron bajo Teodoro II Láscaris que había reducido el poder e influencia de la nobleza. Láscaris favoreció en su lugar a los hombres de origen humilde, entre los que destacan los hermanos Muzalon. Una de las hermanas de Juan se casó con el protegido del emperador, Andrónico Muzalon, mientras que Juan y sus hermanos fueron encarcelados (la fecha exacta no está clara).
En consecuencia, la familia apoyó activamente el asesinato de los hermanos Muzalon en 1258, luego de la muerte de Teodoro II. Después de la posterior usurpación de Miguel VIII Paleólogo, fueron recompensados con altos cargos estatales: seguido de sus éxitos militares en los próximos años, Juan fue nombrado protovestiarios, heredando el título de Jorge Muzalon.  En 1259, Miguel envió a Juan junto a Juan Paleólogo y Alejo Estrategopoulos en una campaña contra la alianza aqueo-epirota en Macedonia, que terminó con la decisiva victoria nicena en la batalla de Pelagonia. Después de la victoria, Estrategopoulos y Raúl marcharon hacia Epiro, apoderándose de Arta y sitiando Ioánnina. Sus logros, sin embargo, fueron deshechos rápidamente por Juan Ducas, el hijo bastardo del gobernante epirota. Nada más se sabe de él, excepto que murió alrededor del año 1274.

## Descendencia
En 1261, Juan se casó con Teodora Comnena Cantacuzena Paleologina, la sobrina de Miguel VIII y la viuda de Jorge Muzalon. Con ella, tuvo al menos dos hijas, Irene y Ana. Irene se casó con el porfirogéneta Constantino Paleólogo, el tercer hijo del emperador Miguel VIII.